# Насарено, Хавьер
Хавье́р Э́дисон Насаре́но Вале́нсия (исп. Javier Edison Nazareno Valencia ; родился 1 сентября 1996 года в Сан-Лоренсо, Эквадор) — эквадорский футболист, вратарь клуба «ЭСПОЛИ».

## Биография
Насарено — воспитанник клуба «Индепендьенте дель Валье». В 2015 году Хавьер был включён в заявку клуба на участие в чемпионате. 2 августа в матче против «Барселоны» из Гуаякиль он дебютировал в эквадорской Примере. В 2016 году Насарено стал финалистом Кубка Либертадорес.

## Достижения
«Индепендьенте дель Валье»
- Финалист Кубка Либертадорес — 2016